# 俊介・章子の昼までドンドン
『俊介・章子の昼までドンドン』（しゅんすけ・あきこのひるまでドンドン）は、2003年3月31日から2004年3月25日まで茨城放送で放送されていたワイド番組である。
2003年3月まで同局で放送されていた『俊介の朝から満塁ホームラン』のリニューアル版で、引き続き古瀬俊介と今章子がパーソナリティを務めていた。

## 放送時間
- 月曜 - 木曜 8:30 - 11:50

## コーナー
「昼ドン玉手箱」以外は、すべて『俊介の朝から満塁ホームラン』からの引き継ぎコーナーである。
- 今日のお元気さん
- クイズ変幻自在
- ジャパネットたかたラジオショッピング
- ちょっとした幸せ
- 昼ドン玉手箱